# Ivan Adamec
Ivan Adamec (* 21. března 1960) je český politik, od roku 2013 poslanec za ODS a od roku 2016 zastupitel Královéhradeckého kraje. V letech 1998–2021 byl starostou Trutnova a v letech 2002–2008 senátorem za obvod č. 39 – Trutnov.

## Vzdělání, profese a rodina
V letech 1978–1983 vystudoval Pedagogickou fakultu Univerzity Karlovy v Praze. Po promoci začal pracovat na Okresním národním výboru v Mělníku, poté absolvoval základní vojenskou službu. Mezi lety 1986–1990 byl zaměstnán u Krajského národního výboru v Hradci Králové. V období 1990–1998 vykonával funkci ředitele ZŠ Trutnov a učil zde matematiku a chemii. S manželkou Irenou vychovává syna Václava a dceru Kateřinu.

## Politická kariéra
Do ODS vstoupil v roce 1994. Od roku 1994 zasedá v zastupitelstvu města Trutnova, od roku 1996 působí v radě města a od roku 1998 zastával post starosty. Na funkci po 23 letech v úřadu rezignoval 13. prosince 2021 poté, co se stal předsedou Hospodářského výboru v Poslanecké sněmovně. Nahradil ho architekt a dosavadní radní za ODS Michal Rosa. Od roku 2008 je předsedou krajského sdružení ODS v Královéhradeckém kraji.
Ve volbách 2002 se stal členem horní komory českého parlamentu, když v obou kolech porazil sociálního demokrata Pavla Trpáka. V senátu v období 2006–2008 předsedal Výboru pro hospodářství, zemědělství a dopravu. Ve volbách 2008 si souboj s Trpákem zopakoval, v prvním kole jej porazil v poměru 30,67 % ku 27,56 % hlasů, ovšem ve druhém kole zvítězil sociálnědemokratický lékař.
Ve volbách v roce 2013 se v Královéhradeckém kraji dostal do sněmovny z 9. místa, díky kroužkování přeskočil všechny spolustraníky, kteří byli na kandidátce před ním. V listopadu byl zvolen členem předsednictva poslaneckého klubu ODS.
V komunálních volbách v roce 2014 obhájil post zastupitele města Trutnova, když vedl tamní kandidátku ODS, která volby vyhrála. Dne 10. listopadu 2014 byl zvolen starostou města na další funkční období. Rovněž ve volbách v roce 2018 obhájil mandát zastupitele města Trutnov, když vedl tamní kandidátku ODS.
V krajských volbách v roce 2016 byl za ODS zvolen zastupitelem Královéhradeckého kraje. Ve volbách do Poslanecké sněmovny PČR v roce 2017 byl lídrem ODS v Královéhradeckém kraji. Získal 2 673 preferenčních hlasů a obhájil mandát poslance.
V krajských volbách v roce 2020 obhájil jako člen ODS mandát zastupitele Královéhradeckého kraje, když kandidoval za koalici „Občanská demokratická strana + STAROSTOVÉ A NEZÁVISLÍ a VÝCHODOČEŠI“.
Ve volbách do Poslanecké sněmovny PČR v roce 2021 byl z pozice člena ODS lídrem kandidátky koalice SPOLU (tj. ODS, KDU-ČSL a TOP 09) v Královéhradeckém kraji. Z prvního místa byl však svými koaličními kandidáty přehlasován a z pozice lídra odsunut až na třetí příčku kandidátky. Ze čtyř postupujících kandidátu byl nakonec zvolen poslancem.
V prosinci 2021 byl zvolen předsedou Hospodářského výboru Poslanecké sněmovny Parlamentu ČR, následně rezignoval na post starosty Trutnova.
V komunálních volbách v roce 2022 kandidoval z 9. místa kandidátky Občanské demokratické strany (ODS) v Trutnově a byl zvolen městským zastupitelem. V krajských volbách v roce 2024 obhájil mandát zastupitele Královéhradeckého kraje jako člen ODS na kandidátce uskupení „SILNÍ LÍDŘI pro kraj - ODS, KDU-ČSL a VÝCHODOČEŠI“.
Po krajských volbách v roce 2024 byl Adamec za hnutí Silní lídři zařazen do vyjednávacího týmu, kde nahradil svého odstoupivšího spolustraníka Červíčka s cílem vyjednat krajskou vládu v Královéhradeckém kraji. Jeho jednání však skončila neúspěchem a kvůli nepřiměřeným požadavkům se nepodařilo udržet krajskou vládu v koalici s ODS. Silní lídři se tak po několika letech ocitli v opozici. Post hejtmana nakonec získal lídr ANO Petr Koleta.
Adamec je kritizován například za nenaplněné předvolební sliby o brzké výstavbě Dálnice D11 do Trutnova. Publicista a bývalý disident Martin Věchet uvedl, že Adamec měl v této záležitosti pouze omezený a formální vliv, přesto však po dvě desetiletí před volbami opakovaně ujišťoval o jejím urychleném dokončení. Poukazoval též na Adamcovo působení v krajském národním výboru před rokem 1989, kde byli zaměstnáni převážně prověřené a loajální osoby k tehdejšímu režimu, a na jeho následnou politickou kariéru v ODS po Sametové revoluci.
Dne 25. ledna 2025 oznámil Hradecký deník, že lídrem ve volbách do Poslanecké sněmovny PČR v roce 2025 bude Adamec za ODS. To se však nakonec nestalo a Adamec byl odsunut z pozice lídra na 2. místo kandidátky koalice SPOLU (tj. ODS, KDU-ČSL a TOP 09) v Královéhradeckém kraji.

## Postoje
Prosazuje zvýšení maximální povolené rychlosti na dálnicích na 150 km/h.
V roce 2004 podporoval výstavbu sjezdovky v městském Lesoparku za trutnovským náměstím v místech, kde jsou pohřbeni padlí vojáci z bitvy u Trutnova. Rovněž kritizoval petici proti tomuto záměru i jejich odpůrce, které označil za "místní škodílky, kterým bude vadit, že padne nějaký strom". Sjezdovka nakonec nevznikla.

V roce 2016 se postavil proti návrhu občanských aktivistů s jeho iniciátorem Martinem Věchetem přejmenovat část hlavní ulice po Václavu Havlovi v Trutnově i přesto, že byl podpořen Ústavem pro jazyk český Akademie věd ČR a odborníky pro názvosloví.

## Spory s organizátory rockového festivalu
V posledních letech měl Adamec několik sporů s organizátory Trutnov Open Air Music Festivalu, zejména s zakladatelem festivalu Martinem Věchetem. Původně byly vztahy organizátorů s radnicí dobré, ale pak začal Martin Věchet psát články kritické k vedení města, a vztahy výrazně ochladly. Věchet mimo jiné Adamcovi zazlívá, že louky, na nichž stanovali návštěvníci festivalu, vyčlenil jako plochu k zastavění. V roce 2012 byla na louce, kde návštěvníci stanovali a v místech hlavní brány do festivalového campu, opravdu postavena první betonová stavba. Podle Věcheta „Bojiště nemá budoucnost, alespoň ne tu festivalovou“. Podle Adamce je ale v okolí festivalového areálu dostatek jiných luk, takže stěhování festivalu nehrozí.
Novým dějištěm festivalu se měl stát areál bývalé vojenské základny Na Prachárně, asi 1 km od západního okraje Trutnova. Ke stěhování však nedošlo. I přesto, že Adamec organizátory tři roky ujišťoval, že se v žádném případě pozemky Na Prachárně nebudou prodávat a vyzval je k podání žádosti na pronájem pozemků, během krátké doby radnice pozemky prodala k podnikatelským účelům. Pořadatelé festivalu sice nabídli nejvyšší cenu, avšak propásli termín odevzdání nabídek; proto byly pozemky prodány jinému subjektu, který měl v úmyslu v areálu vybudovat solární elektrárnu. Dodnes zde však žádná nestojí.
V dubnu 2010 se trutnovské zastupitelstvo usneslo, že bývalému prezidentovi Václavu Havlovi udělí Kulturní cenu a čestné občanství. Havlova chalupa na Hrádečku u Trutnova bývala centrem neoficiální kultury; rovněž zde Havel psal své divadelní hry. Ivan Adamec řekl, že co se týče formy předání vyznamenání, přizpůsobí se Havlovým návrhům. Havel vyjádřil své přání přijmout cenu na trutnovském festivalu. Zastupitelé tento návrh kategoricky odmítli, neboť jim prostředí festivalu připadlo nedůstojné. Podle Adamce „když tam [Havel] mlátí jako dvacetiletá mánička do barelu a kolem běhá nahý Magor Jirous, tak to mi jako vhodné prostředí pro předávání nejvyššího městského ocenění nepřipadá“. Adamec dále pohrozil, že bude-li Havel trvat na předání na festivalu, zastupitelstvo mu cenu i čestné občanství jednoduše pošle poštou: „Když si někdo najde čas na návštěvu festivalu, tak by si podle mě mohl najít i hodinku na přebrání čestného občanství na radnici. A pokud ne, tak obě ocenění zabalíme a pošleme je Václavu Havlovi jednoduše poštou. A bude to vyřešené,“ řekl Adamec. Havel nakonec ocenění převzal v trutnovském společenském centru Uffo, ale nezúčastnil se slavnostního rautu s místními politiky a kulturními činovníky a místo toho šel s organizátory festivalu do hospody. Adamec se kvůli tomu na Věcheta i na Havla zlobil: „Měl by si vzpomenout, že byl kdysi prezidentem a že existuje nějaký protokol. Ztrapnil se před celým Trutnovem.“
Ivan Adamec odmítl, že by chtěl festival zničit. Podle něj Martin Věchet lže a snaží se kritikou odvrátit pozornost od ekonomických problémů festivalu. Dále obvinil Věcheta z pokrytectví a ze zrady ideálů, na nichž je festival založen.
Podle Ivana Adamce bylo v okolí festivalového areálu dostatek jiných luk, takže stěhování festivalu nehrozilo. „Samotný areál Bojiště s jediným pódiem a bez možnosti stanování, obklopený domy a komerční zástavbou dnes samozřejmě potřebám festivalu nemůže stačit. Festival potřebuje louky, lesy a prostor, nikoliv zástavbu," uvedl Věchet v roce 2012.
Od roku 2014 se festival nazýval TrutnOFF v reakci na to, že radnice města změnou územního plánu vyčlenila do průmyslové a komerční zóny pozemky, na kterých se festival konal, a tím akci ohrožovala.
14. srpna 2018 Věchet uvedl, že v situaci, kdy jsou pozemky, na kterých se koná festival, vyčleněny jako stavební parcely a nabízeny k prodeji, nemá festival na stávajícím místě perspektivu, neboť k zastavění území může dojít prakticky kdykoliv, zatímco známé zahraniční kapely se musejí nasmlouvat i několik let dopředu. Dále řekl, že chuť pořádat další ročníky mu nechybí.
V roce 2020 se festival přestěhoval do Brna pod názvem TrutnOFF BrnoON.